# Corinna botucatensis
Corinna botucatensis is een spinnensoort uit de familie van de loopspinnen (Corinnidae).
De wetenschappelijke naam van de soort werd in 1891 als Hypsinotus botucatensis gepubliceerd door Eugen von Keyserling.